# Castillo de Arraiolos
El Castillo de Arraiolos, también conocido como Paço dos Alcaides, está situado en el pueblo, la parroquia y el municipio de Arraiolos, en el distrito de Évora, Portugal. Destaca por ser uno de los raros castillos circulares del mundo.

## Historia

### Antecedentes
La primitiva ocupación humana de la cabeza rocosa conocida como Monte de São Pedro, al norte de Arraiolos, está atestiguada por algunos percutores prehistóricos de cuarzo y un hacha de cobre, encontrados durante la prospección arqueológica en la Alcazaba del castillo, actualmente en el Museo de Évora.
Se cree que el asentamiento en sí se formó alrededor del 300 A.C.

### El castillo medieval

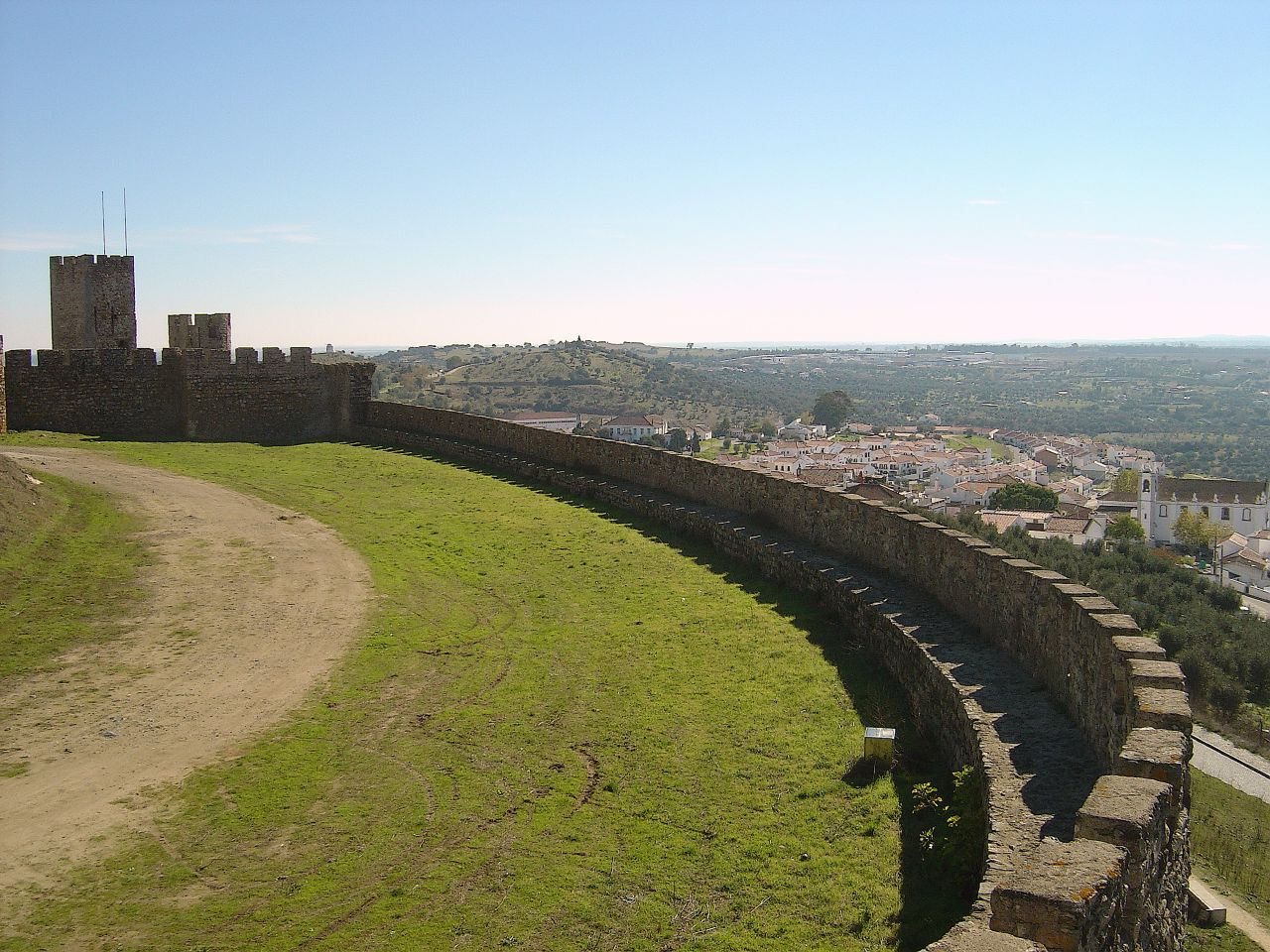
Castillo de Arraiolos, Portugal: vista desde el adarve y las almenas.

La idea de fortificar este lugar se remonta a la donación de la llamada «finca de Arraiolos» por  Afonso II (1211-1223) a D. Soeiro, obispo de Évora, con el permiso de construir allí un castillo (1217).
Con confirmación del acuerdo,  una nueva determinación para el levantamiento de una defensa se remonta a un contrato, firmado por el Rey D. Dinis (1279-1325), el Alcaide, los Jueces y el Municipio de la Villa de Arraiolos (1305), que estipularon la obligación de levantar, alrededor del asentamiento, «207 brazas de muro, tres brazas de alto y una de ancho; y de hacer en dicho muro dos puertas del arca con sus puertas, y con dos cubos cuadrados en cada puerta.»
Estas obras comenzaron en 1306, con una suma de 2000 libras otorgadas por el monarca, y autoría de D. João Simão. Así, en 1310, año en que el soberano confirmó la carta, (...) la obra estaba lista en piedra y cal y en buena defensa, construida sobre una colina de configuración cónica, elevada sobre todos los vecinos y coronada pintorescamente, en el vértice, por la antigua Iglesia Madre del Salvador.
El castillo comenzó a sufrir abandono desde el siglo XIV, por ser un lugar ventoso, frío, reputado como desagradable para vivir. El rey  Fernando (1367-1383) trató de remediar esta situación concediendo privilegios especiales a sus habitantes (1371). Sin embargo, estas medidas resultaron inútiles, ya que ni siquiera cerrar las puertas por la noche, privando a los residentes del exterior de los sacramentos, podría evitar la despoblación de la fortificación.
Tras el fin de la  crisis de 1383-1385, los dominios de la villa y su castillo fueron donados al Conde D. Nuno Álvares Pereira (1387), al que se le concedió el título de Conde de Arraiolos. Entre 1385 y 1390 se iniciaron varias expediciones militares del Condestable contra Castilla.

### Desde elsigloXVIhasta nuestros días

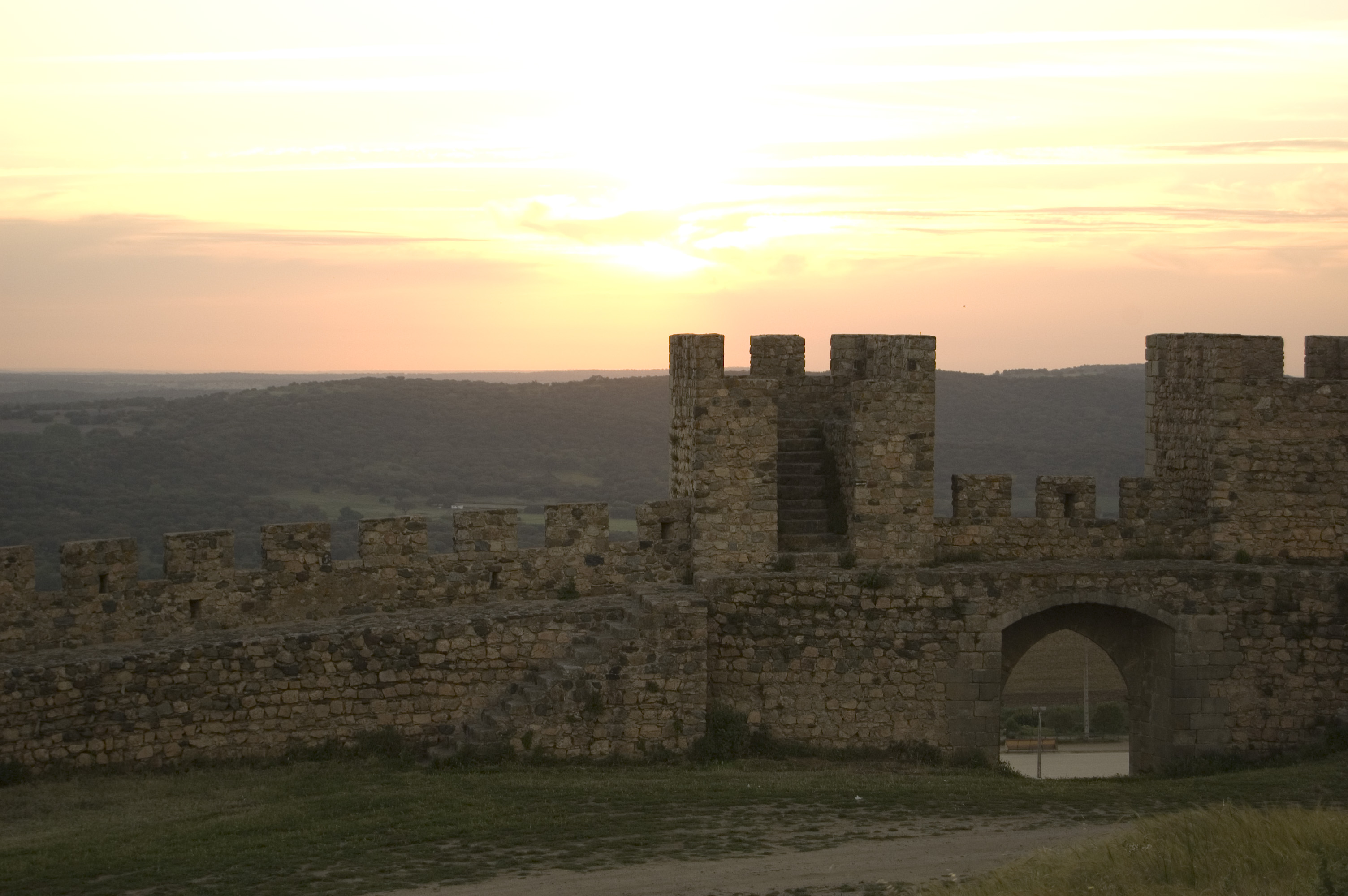
Castillo de Arraiolos, Portugal: Puerta de Santarém vista desde el interior.

A finales del siglo XVI el castillo seguía habitado, cerrando todas las noches a la señal de la campana (1599). En ese momento, un gran número de nuevas casas ya estaban repartidas por las laderas vecinas. A principios del siglo XVII, sin embargo, estaba vacío, viendo como sus materiales de construcción eran saqueados y albergaba un corral en su patio de armas.
En 1613 el castillo y sus edificios estaban en un avanzado estado de ruina, según las quejas de los oficiales del ayuntamiento de la época.
En la época de la  restauración de la independencia portuguesa, bajo el reinado de   Juan IV (1640-1656), la muralla del asentamiento y su castillo recibieron obras de remodelación estratégica (1640). Unos años más tarde, en 1655, el castillo estaba de nuevo en ruinas, con la barbacana caída, la torre del homenaje agrietada y abandonada, y el Paço dos Alcaides inhabitable.
Un siglo después, el  terremoto de 1755 aumentó sus daños.
En el siglo XIX, su patio de armas sirvió como cementerio para las víctimas del cólera morbus en la región (1833).
A principios del siglo XX fue clasificado como Monumento Nacional por Decreto publicado el 23 de junio de 1910. De 1959 a 1963, el castillo y las murallas de Arraiolos fueron parcialmente restaurados por la  Direcção-Geral dos Edifícios e Monumentos Nacionais  (DGEMN).

## Características

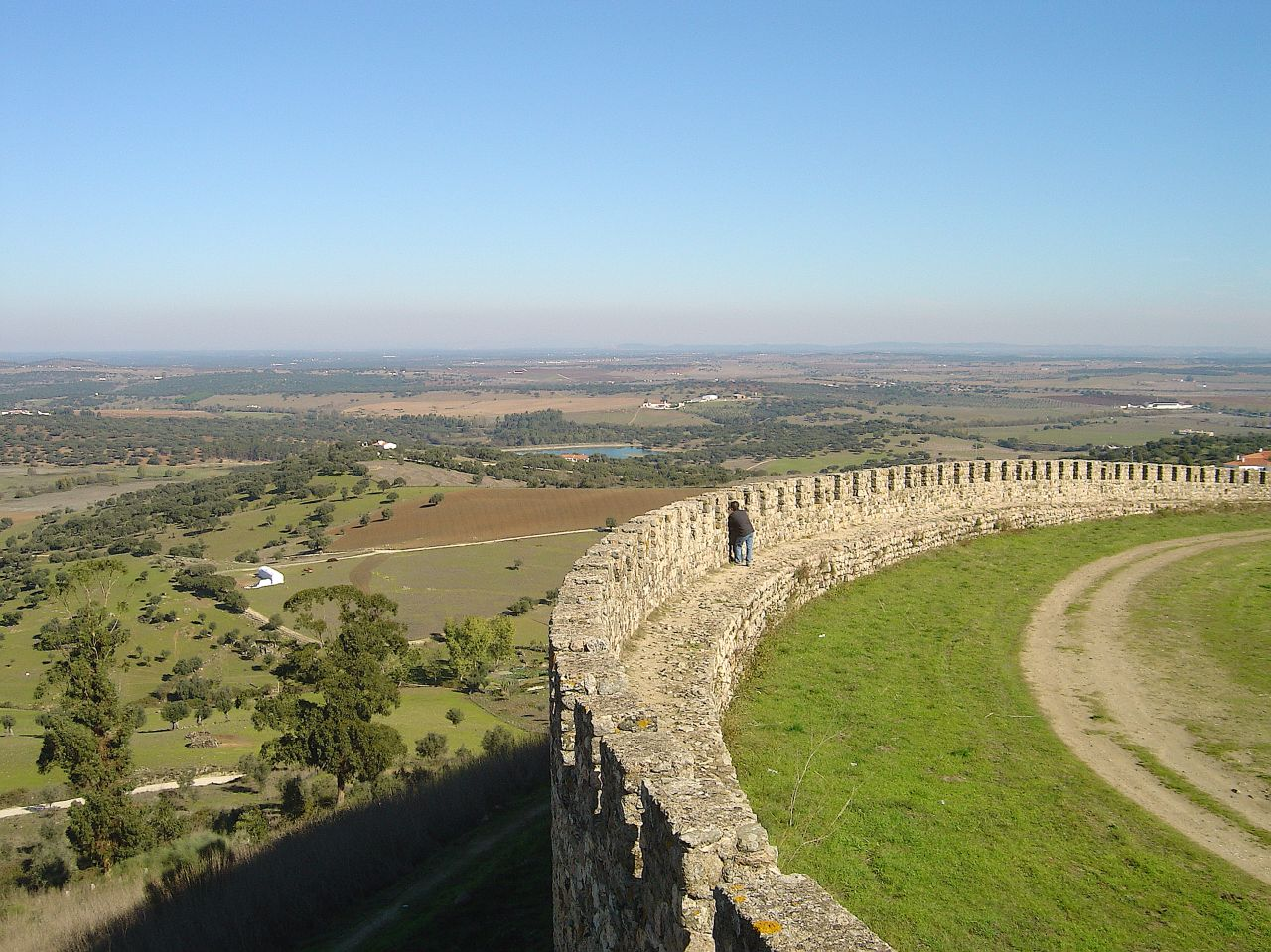
Castillo de Arraiolos, Portugal: vista desde el adarve y las almenas.

El complejo, integrado por la fortificación del Paço dos Alcaides y el perímetro amurallado, presenta una planta cuadrangular, con elementos de estilo románico y gótico.
Enclavado en la parte norte de la muralla, el Paço dos Alcaides, de planta cuadrada, está dominado por la torre del homenaje. Está dividida internamente en cuatro pisos, coronados por un adarve protegido por  merlones. Se articula en el lado este con las casas de guardia, con vistas a la puerta de la Plaza de Armas, y en el lado oeste con las posadas del palacio.
La pared sólida, ancha y de altura regular, que describe una forma  elipsoidal, está actualmente bien conservada. Originalmente estaba inscrito con dos puertas:
- La Porta da Vila o la puerta de la barbacana, al sur, hoy reducida a una gran abertura en la pared; y
- La Porta de Santarém, al noroeste, de estilo gótico, flanqueada por dos cubos o torres.

Parece que todavía había una puerta falsa o un postigo, en el lado este, donde la pared presenta alguna ruina.
La Torre del Reloj, enriquecida con un chapitel en la época de D. Manuel (1495-1521), parece ser uno de los cubos de la antigua puerta de la barbacana, el otro es suministrado por la gran torre del homenaje.
En la plaza de armas del castillo, destaca la Iglesia del Salvador.
Una tradición local dice que hay un pasaje subterráneo secreto que une el castillo con el Convento de Nuestra Señora de la Asunción o Convento dos Loios.